# Zimiris diffusa
Espèce
Zimiris diffusa est une espèce d'araignées aranéomorphes de la famille des Prodidomidae.

## Distribution
Cette espèce se rencontre en Inde et au Yémen à Socotra.
Elle a été introduite à Sainte-Hélène.

## Description
La femelle holotype mesure 3,8 mm et le mâle paratype 2,3 mm.

## Systématique et taxinomie
Cette espèce a été décrite par Platnick et Penney en 2004. 

## Publication originale
- Platnick & Penney, 2004 : « A revision of the widespread spider genus Zimiris (Araneae, Prodidomidae). » American Museum novitates, no 3450, p. 1-12 (texte intégral).